# Мухаммед Дамар
Мухаммед Мехмет Дамар (нім. Muhammed Mehmet Damar, нар. 9 квітня 2004, Берлін, Німеччина) — німецький футболіст турецького походження, півзахисник клубу «Гоффенгайм 1899».

## Ігрова кар'єра

### Клубна
Мухаммед Дамар народився у Берліні в родині турецьких переселенців. Займатися футболом почав в академії столичної «Герти». У 2020 році він приєднався до молодіжної команди франкфуртського «Айнтрахта».
Влітку 2022 року футболіст приєднався до клубу Бундесліги «Гоффенгайм 1899». 6 серпня 2022 року у матчі чемпіонату країни проти «Боруссії» (Менхенгладбах) Дамар дебютував на професійному рівні. Паралельно граючи за дублюючий склад «Гоффенгайма 1899».
Сезон 2023/24 Дамар провів в оренді в клубі Другої Бундесліги «Ганновер 96», де граючи за другу клубну команду відзначився високою результативністю.

### Збірна
З 2022 року Мухаммед Дамар виступає за юнацькі збірні Німеччини.